# Baldomero Pestana
Baldomero Pestana est un photographe, peintre et dessinateur espagnol né à Castroverde le 28 décembre 1917 et mort à Bascuas (province de Lugo en Galice) le 7 juillet 2015.

## Biographie
Émigré dès son enfance en Argentine, il commence à y étudier la photographie à l'adolescence. Il épouse Velia Martínez en 1951, dont il ne se séparera qu'à la mort de cette dernière en 2003.
Dans les années 1950, il commence à travailler comme photographe à Buenos Aires ou l'une de ses premières séances de prise de vue fut avec Dizzy Gillespie au Théâtre Casino. En 1957, il part vivre au Pérou où il travaille comme photographe publicitaire pour l'hebdomadaire Caretas et pour la revue culturelle Fanal. Il y rencontre de nombreuses personnalités du grand boom littéraire hispano-américain tels que Mario Vargas Llosa, Jorge Luis Borges et Sebastian Salazar Bondy. Au cours de ses années au Pérou, il jouit d'un grand prestige et publie pour des magazines tels que Esquire, Time ou Life. De cette période datent également les photographies de la Villa Miseria réalisées pour les Nations unies.
En 1967, il revient en Europe et, après un court séjour à Madrid, s'installe finalement à Paris où il continue à photographier non seulement des artistes latino-américains tels que Gabriel García Márquez ou Carlos Fuentes, mais aussi des artistes comme Man Ray, Roman Polanski et Fernando Arrabal. Au milieu des années 1970, il commence à délaisser la photographie pour se concentrer sur la peinture qu'il travaille dans un style proche de l'hyperréalisme.
En 2008, il retourne vivre en Galice, où il avait passé de petits séjours tout au long de sa vie. Il s'y consacre au dessin et à la peinture.

## Expositions et reconnaissances
Pestana expose régulièrement sa peinture et sa photographie, tant sur la scène américaine qu'européenne. Il a exposé des œuvres au Pérou, en Argentine, en France, en Yougoslavie, au Venezuela, en Corée du Sud, aux États-Unis, entre autres. On remarque en particulier son exposition individuelle à Bruxelles dans la galerie Fred Lanzemberg en 1979.
En Galice, il n'y a pas eu d'expositions sur son travail jusqu'à son retour à Lugo. Il y en a une à Vigo en 2010, comprenant uniquement la peinture et le dessin, dans la salle d'exposition du Teatro García Barbón. En 2012, il est fait citoyen d'honneur de la ville de Castroverde. Le Musée du peuple galicien organise une exposition de photographie et de peinture en 2013. 
En 2015, le réalisateur de Vigo, Andrea Vázquez, crée le documentaire A imaxe reb/velada qui fait découvrir Baldomero Pestana. Il a été présenté au Festival international du film de Lima. La même année Le Musée d'Art Contemporain de Lima organise une exposition de ses photos. C'est également l'année de la sortie du livre Retratos Peruanos (Portraits Péruviens).
Le Museo Centro Gaiás de la Cité de la Culture en 2018 lui rend un hommage posthume avec Baldomero Pestana: La vérité dans les mains, exposition concentrée sur la photographie de l'artiste de Lugo qui sera également présentée à l'Institut Cervantes de Paris en même temps que le livre du même nom.
En juillet 2022, la Banque centrale de réserve du Pérou met en circulation un nouveau billet de 20 soles avec un portrait de José Maria Arguedas basé sur la photo prise par Baldomero Pestana.